# Верхнє Водяне
Ве́рхнє Водяне́ (рум. Apșa de Sus, угор. Felsőapsa) — село в Великобичківській селищній громаді Рахівського району Закарпатської області України.

## Географія
Через село тече річка Апшиця, у яку впадає ліва притока Тевщак.

## Історія
вперше згадується в 1406 році як Superior Apcha. 
З 1387 р. поселення відійшло до родини Urmezei. 
Згадки: 1387: Felsewabsa, 1390: Felsewapsa, 1403: utraque Apcha, 1406: superior Apcha, 1415: Felsew-Apsa, 1480: Felseo-Apsa, 1725: Felső Apsa, 1773: Superior Apsa, Felső Apsa, Apsa dgye Szusz, Apsu Verchnyu, 1808: Apsa (Felső-), Apsa dgye szusz, 1828: Apsa (Felső), Werchnya Apsu, 1838: Felső-Apsa, 1851: Felső-Apsa, 1877: Apsa (Felső-), 1913: Felső Apsa, 1925: Horní Apša, Vyžni Apša, Vyšní Apša, 1930: Apša Vyšni,1944: Felsőapsa, Вышня Апша, 1983: Верхнє Водяне, Верхнее Водяное.
З 1387 р. поселення відійшло до родини Urmezei.
Після 1429 року село було власністю місцевої румунської знаті, але наприкінці століття село з оточуючими селами стало власністю сім'ї Погань, що володіла ним.
В 1514 році його жителі брали участь в селянській війні, у XVIII столітті — в загонах опришків Олекси Довбуша.
Власниками були різні династії: у 1550 році Brodarics Máté, у 1600 Pogány György, Pogány Péter, Pernyeszi Imre
Верхнє Водяне відоме з XIV ст. в різні часи, на різних мовах село мало назву Felso Apsa, Apsa de Sus, Horna Apsa, Вишня Апша. Найбільш вживана та загальновідома назва — Вишня Апша, а місцеві жителі — апшани. Всі вищенаведені назви включають румунське слово «апша» — водяна, що вказує на велику заболоченість краю в давні часи. Згідно з легендою, село було названо на честь річки Апша, яка витікає з підніжжя гори Апецька.
Верхнє Водяне завжди було багатолюдним. В 1859 році священик В. Ляхевич зафіксував будинок за № 405, з чого можна зробити висновок скільки уже в той час було будинків, а середня народжуваність за 1850—1870 роки становила 60−100 малят на рік. На сьогодні в селі понад 2100 будинків, 61 вулиця.
Знаходячись в зоні між двома українськими етногрупами гуцулами Рахівщини та долинянами (гайналями) низовинного Притисся, межуючи з румунами Середнього Водяного, Добрика та Глубокого Потоку, апшани акумулювали елементи культури цих груп. Однак домінує вплив долинян (гайналів), на основі якого сформувався специфічний апшанський діалект (говір) з явно вираженим при вимові звуком «у» (кунь, вул, вуз тощо).
Традиційне господарство в Верхньому Водяному — тваринництво.
З 1842 року громада селища користувалася власною символікою — печаткою з зображенням дуба, під якою стоять селянка з відрами на коромислі й лісоруб з сокирою.
Після будівництва у В. Бичкові лісохімзаводу «Кпотільда» в 1868 році та прокладання на початку XX століття вузькоколійки у напрямку В. Бичків — В. Водяне — Тьовшаг — Плаюц почалася масова експлуатація лісів. У ті часи також було побудовано підвісну лінію (шантропай) та водяну пилораму (фіриз). На річках у різні періоди діяли 2−4 водяних млини.

## Храми
Церква св. великомученика Дмитра. 1870 або 1893.
У 1751 р. в селі була дерев'яна церква св. арх. Михайла з вежею, прикрашена всіма образами. У 1801 р. згадується стара дерев'яна церква, що розпадалася, але вже був план нової церкви.
Сьогочасна церква споруджена 1870 р. (за іншими даними — 1893 р.) під керівництвом майстра Василя Тафія в характерному для Потисся стилі.
Завдяки чеському досліднику Флоріану Заплеталу збереглося зображення церкви з 1921 р. На знимці видно ладний п'ятистінний зруб вівтаря, різновисокі дахи над вівтарем та навою, вкриті новим ґонтом, невисокий конічний шпиль над бабинцем. На жаль, нині важко здогадатися, що церква дерев'яна, стіни поштукатурено, дахи обшито бляхою, конічний шпиль замінено на завершення непевної форми, на головному фасаді винос даху сперто на дві металеві труби.
У церкві зберігається ікона «Св. Марія з Ісусом», виконана олією на полотні художником П. Тісаволкі. Останнє малювання в інтер'єрі виконав Михайло Кришеник.
У кінці 1920 р. спорудили дерев'яну православну церкву, яку зруйнували угорці в 1942 р.
Парох села Тиводар Ференцик був засуджений 1948 р. на 10 років каторги. Помер в ув'язненні за невідомих обставин.
Церква св. великомученика Дмитра. 1926.
Невелику дерев'яну церкву зняли з реєстрації діючих церков 9 січня 1953 р. і згодом розібрали.

## Присілки
Вишній Тюгаш
Вишній Тюгаш - колишнє село в Україні, в Закарпатській області.
Обєднане з селом Верхнє Водяне  рішенням облвиконкому Закарпатської області №155 від 15.04.1967
Перша згадка у кінці ХІХ століття
Нижній Тюгаш
Нижній Тюгаш - колишнє село в Україні, в Закарпатській області.
Обєднане з селом Верхнє Водяне  рішенням облвиконкому Закарпатської області №155 від 15.04.1967
Перша згадка у кінці ХІХ століття

Тюгаш
Тюгаш - колишнє село в Україні, в Закарпатській області.
Обєднане з селом Верхнє Водяне  рішенням облвиконкому Закарпатської області №155 від 15.04.1967
Перша згадка у кінці ХІХ століття
Ріка
Ріка - колишнє село в Україні, в Закарпатській області.
Обєднане з селом Верхнє Водяне  рішенням облвиконкому Закарпатської області №155 від 15.04.1967
Перша згадка у кінці ХІХ століття

## Населення
Згідно з переписом УРСР 1989 року чисельність наявного населення села становила 5134 особи, з яких 2506 чоловіків та 2628 жінок.
За переписом населення України 2001 року в селі мешкало 5219 осіб.

### Мова
Розподіл населення за рідною мовою за даними перепису 2001 року:
| Мова       | Відсоток |
| ---------- | -------- |
| українська | 98,52 %  |
| російська  | 0,68 %   |
| румунська  | 0,47 %   |
| білоруська | 0,06 %   |
| угорська   | 0,06 %   |
| болгарська | 0,04 %   |
| молдовська | 0,02 %   |
| німецька   |          |

## Туристичні місця
- св. великомученика Дмитра. 1870 або 1893.
- залишки вузькоколійки В. Бичків — В. Водяне — Тьовшаг — Плаюц 

## Постаті
- Ворохта Іван Іванович (1966—2014) — старший лейтенант Збройних сил України, учасник російсько-української війни 2014—2018.
- Рахівський Юрій Васильович (нар. 1968) — український правоохоронець.